# Vojtěch Arnold
Vojtěch Arnold (zemřel po roce 1639) byl německý zvonař a kovolijec, působící v Českých Budějovicích a Praze. Roku 1629 se ujal zvonařského řemesla po svém otci Valentinu Arnoldovi, krom toho podnikal i v jiných oblastech (lil děla a provozoval hostince). V roce 1632 se přestěhoval do Prahy, kde sléval děla pro císařskou armádu. Na jaře roku 1639 byl obviněn z machinací s kovem a uvězněn.

## Zvony Vojtěcha Arnolda
| Rok  | Obec (okres)                  | Objekt                       | Zdroj                          |
| ---- | ----------------------------- | ---------------------------- | ------------------------------ |
| 1629 | Hluboká nad Vltavou           | kostel sv. Jana Nepomuckého  | [ 1 ]                          |
| 1629 | Horažďovice (Klatovy)         | kostel sv. Petra a Pavla     | Němec                          |
| 1630 | České Budějovice              | Černá věž                    | Kovář, str. 35 - 52            |
| 1630 | Milevsko (Písek)              | kostel sv. Jiljí             | Podlaha: Soupis V              |
| 1633 | Tábor                         | kostel Proměnění Páně        | Rybička                        |
| 1636 | Kadaň (Chomutov)              | zámek                        | Rybička                        |
| 1639 | Boží Dar (Karlovy Vary)       | kostel sv. Anny              | Schmidt: Soupis XL             |
| ???  | České Budějovice              | kostel Obětování Panny Marie | Encyklopedie Českých Budějovic |
| ???  | České Budějovice              | kostel sv. Václava           | Encyklopedie Českých Budějovic |
| ???  | Nové Hrady (České Budějovice) | kostel sv. Petra a Pavla     | Encyklopedie Českých Budějovic |